# 洛丽·麦克尼尔
洛丽·麦克尼尔（英語：Lori McNeil，1963年12月18日—），美国女子网球运动员，1983年成为职业球手。她曾获得法国网球公开赛混合双打冠军。她于2002年退役，退役后成为教练。